# Acanthocreagris beieri
Acanthocreagris beieri är en spindeldjursart som beskrevs av Volker Mahnert 1974. Acanthocreagris beieri ingår i släktet Acanthocreagris och familjen helplåtklokrypare. Inga underarter finns listade i Catalogue of Life.